# Jim Wichmann
Jim Eric Wichmann, född 7 juni 1955 i Tavastkyro, är en finländsk bildkonstnär.
Wichmann studerade 1975–1979 vid Finlands konstakademis skola och 1988–1989 vid Watanabe Studio i New York. Han har sedan debuten 1976 arbetat både med abstrakt måleri, huvudsakligen i konstruktivistisk stil, ibland med konceptuella inslag, och med tredimensionella objekt. Han har verkat som lärare bland annat vid Nordiska konstskolan i Karleby 1985 och vid Konstindustriella läroverket 1990–1993.